# وزارة التضامن الاجتماعي (مصر)
وزارة التضامن الاجتماعي المصرية أو وزارة التأمينات والشؤون الاجتماعية سابقاً هي الوزارة المسؤولة عن شبكة الأمان الاجتماعي للمواطن في جمهورية مصر العربية، أنشأت في 20 أغسطس 1939

## التشريعات المنظمة

### التأمينات والمعاشات
- الأمر الصادر في 26 ديسمبر 1854 في شأن المعاشات.
- الأمر الصادر في 11 يناير 1871 في شأن المعاشات.
- الأمر الصادر في 29 يونيو 1887 في شأن المعاشات.[2]
- قانون رقم 5 لسنة 1909 في شأن المعاشات.[3]
  - التعديلات:
    - قانون رقم 91 لسنة 1960.[4]
    - قانون رقم 151 لسنة 1960.[5]
- قانون رقم 37 لسنة 1929 في شأن المعاشات.[6]
  - التعديلات:
    - قانون رقم 9 لسنة 1957.[7]
    - قانون رقم 151 لسنة 1960.[5]
- قانون رقم 39 لنسنة 1929 في شأن وضع قواعد لدفع احتياطي المعاش المتأخر على الموظفين الذين رخص لهم بحسبان مدد خدمتهم المؤقتة في المعاش.[8]
- قانون رقم 86 لسنة 1942 في شأن التأمين الإجباري عن حوادث العمل.[9]
- قانون رقم 111 لسنة 1951 في شأن عدم جواز توقيع الحجز على مرتبات الموظفين والمستخدمين أو معاشاتهم أو مكافآتهم أو حوالتها إلا في أحوال خاصة.[10]
- قانون رقم 27 لسنة 1954 في شأن تعديل لائحة التعاقد للعلماء المدرسين والعلماء الموظفين بالأزهر.[11]
- قانون رقم 58 لسنة 1957 في شأن منح مكافآت ومعاشات استثنائية.[12]
- قانون رقم 92 لسنة 1959 في شأن التأمينات الاجتماعية.[13]
  - التعديلات:
    - قانون رقم 21 لسنة 1960.[14]
    - قانون رقم 143 لسنة 1961.[15]
    - قانون رقم 155 لسنة 1961.[16]
    - قرار رئيس الجمهورية رقم 3294 لسنة 1962.[17]
    - قرار رئيس الجمهورية رقم 3295 لسنة 1962.[18]
    - قانون رقم 64 لسنة 1963.[19]
    - قانون رقم 38 لسنة 1964.[20]
    - قرار رئيس الجمهورية رقم 207 لسنة 1964.[21]
    - قانون رقم 41 لسنة 1981.[22]
- قانون رقم 250 لسنة 1959 في شأن حساب مدد العمل السابقة في المعاش.[23]
  - التعديلات:
    - قانون رقم 103 لسنة 1964.[24]
- قانون رقم 36 لسنة 1960 في شأن التأمين والمعاشات لموظفي الدولة المدنيين.[25]
  - التعديلات:
    - قانون رقم 136 لسنة 1960.[26]
    - قانون رقم 64 لسنة 1961.[27]
    - قرار رئيس الجمهورية رقم 670 لسنة 1962.[28]
- قانون رقم 37 لسنة 1960 في شأن التأمين والمعاشات لمستخدمي الدولة وعمالها الدائمين.[29]
- قانون رقم 1 لسنة 1962 في شأن صرف مرتب أو أجر أو معاش ثلاثة شهور عند وفاة الموظف أو المستخدم أو صاحب المعاش.[30]
- قانون رقم 77 لسنة 1962 في شأن عدم جواز الجمع بين مرتب الوظيفة في الشركات التي تساهم فيها الدولة وبين المعاش المستحق قبل التعيين فيها.[31]
- قانون رقم 50 لسنة 1963 في شأن التأمين والمعاشات لموظفي الدولة ومستخدميها وعمالها المدنيين.[32]
  - التعديلات:
    - قانون رقم 160 لسنة 1964.[33]
    - قانون رقم 44 لسنة 1966.[34]
    - قانون رقم 20 لسنة 1968.[35]
    - قرار رئيس الجمهورية رقم 601 لسنة 1964.[36]
    - قرار رئيس الجمهورية رقم 2035 لسنة 1969.[37]
    - قانون رقم 5 لسنة 1971.[38]
    - قانون رقم 93 لسنة 1971.[39]
    - قانون رقم 44 لسنة 1972.[40]
    - قانون رقم 34 لسنة 1973.[41]
    - قانون رقم 48 لسنة 1973.[42]
    - قانون رقم 44 لسنة 1974.[43]
    - قانون رقم 82 لسنة 1974.[44]
    - قانون رقم 87 لسنة 1974.[45]
- قانون رقم 33 لسنة 1964 في شأن منح معاشات للموظفين والمستخدمين الذين انتهت خدمتهم قبل أول أكتوبر سنة 1956 ولم يحصلوا على معاش.[46]
  - التعديلات:
    - قانون رقم 2 لسنة 1970.[47]
- قانون رقم 63 لسنة 1964 في شأن التأمينات الإجتماعية.[48]
  - التعديلات:
    - قرار رئيس الجمهورية رقم 3298 لسنة 1964.[49]
    - قرار رئيس الجمهورية رقم 3621 لسنة 1964.[50]
    - قانون رقم 44 لسنة 1966.[34]
    - قرار رئيس الجمهورية رقم 1585 لسنة 1967.[51]
    - قرار رئيس الجمهورية رقم 1175 لسنة 1968.[52]
    - قانون رقم 4 لسنة 1969.[53]
    - قانون رقم 40 لسنة 1970.[54]
    - قانون رقم 45 لسنة 1970.[55]
    - قانون رقم 63 لسنة 1971.[56]
    - قانون رقم 92 لسنة 1971.[57]
    - قانون رقم 44 لسنة 1972.[40]
    - قانون رقم 33 لسنة 1973.[58]
    - قانون رقم 39 لسنة 1973.[59]
    - قانون رقم 48 لسنة 1973.[42]
    - قانون رقم 56 لسنة 1973.[60]
    - قانون رقم 61 لسنة 1973.[61]
    - قانون رقم 35 لسنة 1974.[62]
    - قانون رقم 82 لسنة 1974.[44]
    - قانون رقم 88 لسنة 1974.[63]
    - قانون رقم 101 لسنة 1974.[64]
    - قانون رقم 41 لسنة 1981.[22]
- قانون رقم 71 لسنة 1964 في شأن منح معاشات ومكافآت استثنائية.[65]
  - التعديلات:
    - قانون رقم 13 لسنة 1974.[66]
    - قانون رقم 10 لسنة 1978.[67]
- قانون رقم 22 لسنة 1966 في شأن حساب مدد العمل السابقة في المعاش بالنسبة إلى أعضاء السلكين الدبلوماسي والقنصلي.[68]
- قرار رئيس الجمهورية رقم 185 لسنة 1968 في شأن قواعد الجمع بين المرتب أو المكافأة أو المعاش.[69]
- قانون رقم 74 لسنة 1973 في شأن اشتراك العاملين المصريين الذين يعملون بعقود شخصية في الخارج في نظام التأمينات الاجتماعية.[70]
- قانون رقم 79 لسنة 1975 في شأن التأمين الاجتماعي:[71]
  - ألغي بموجبه:
    - الأمر الصادر في 26 ديسمبر 1854 في شأن المعاشات المدنية.
    - الأمر الصادر في 11 يناير 1871 في شأن المعاشات المدنية.
    - الأمر الصادر في 21 يونيو 1887 في شأن المعاشات المدنية.
    - القانون رقم 5 لسنة 1909 في شأن المعاشات المدنية.
    - القانون رقم 37 لسنة 1929 في شأن المعاشات المدنية.
    - لائحة صندوق المعاشات للمستخدمين الداخلين في هيئة العمال ببلدية الإسكندرية الصادرة سنة 1930.
    - القانون رقم 27 لسنة 1954.
    - القانون رقم 25 لسنة 1957.
    - القانون رقم 1 لسنة 1962.
    - القانون رقم 77 لسنة 1962.
    - القانون رقم 50 لسنة 1963.
    - القانون رقم 33 لسنة 1964.
    - القانون رقم 63 لسنة 1964.
    - القانون رقم 75 لسنة 1964.
    - قرار رئيس الجمهورية رقم 185 لسنة 1968.

  - أنشئ بموجبه:
    - الهيئة العامة للتأمين والمعاشات وتتولى إدارة صندوق التأمينات للعاملين بالجهاز الإداري للدولة وبالهيئات العامة.
    - الهيئة العامة للتأمينات الاجتماعية وتتولى إدارة صندوق التأمينات للعاملين بالمؤسسات العامة وبالوحدات الإقتصادية وبالقطاعين التعاوني والخاص.

  - التعديلات:
    - قانون رقم 25 لسنة 1977.[72]
    - قانون رقم 32 لسنة 1978.[73]
    - قانون رقم 93 لسنة 1980.[74]
    - قانون رقم 102 لسنة 1980.[75]
    - قانون رقم 41 لسنة 1981.[22]
    - قانون رقم 61 لسنة 1981.[76]
    - قانون رقم 77 لسنة 1981.[77]
    - قانون رقم 47 لسنة 1984.[78]
    - قانون رقم 110 لسنة 1985.[79]
    - قانون رقم 107 لسنة 1987.[80]
    - قانون رقم 113 لسنة 1987.[81]
    - قانون رقم 14 لسنة 1990.[82]
    - قانون رقم 1 لسنة 1991.[83]
    - قانون رقم 30 لسنة 1992.[84]
    - قانون رقم 204 لسنة 1994.[85]
    - قانون رقم 207 لسنة 1994: أنشئ بموجبه الهيئة القومية للتأمين الاجتماعي لتتولى إدارة صندوق التأمينات للعاملين بالجهاز الإداري للدولة وبالهيئات العامة وصندوق التأمينات للعاملين بالمؤسسات العامة وبالوحدات الإقتصادية وبالقطاعين التعاوني والخاص، وتحل محل الهيئة القومية للتأمين والمعاشات والهيئة القومية للتأمينات الاجتماعية.[86]
    - قانون رقم 12 لسنة 2000.[87]
    - قانون رقم 86 لسنة 2000.[88]
    - قانون رقم 91 لسنة 2003.[89]
    - قانون رقم 153 لسنة 2006.[90]
    - قانون رقم 130 لسنة 2009.[91]
    - قانون رقم 79 لسنة 2013.[92]
    - قانون رقم 118 لسنة 2014.[93]
    - قانون رقم 120 لسنة 2014.[94]
    - قانون رقم 117 لسنة 2015.[95]
    - قانون رقم 3 لسنة 2017.[96]
    - قانون رقم 160 لسنة 2018.[97]

  - أحكام عدم الدستورية:
    - القضية رقم 25 لسنة 8 قضائية دستورية.[98]
    - القضية رقم 34 لسنة 13 قضائية دستورية.[99]
    - القضية رقم 65 لسنة 30 قضائية دستورية.[100]
    - القضية رقم 9 لسنة 34 قضائية دستورية.[101]
    - القضية رقم 188 لسنة 35 قضائية دستورية.[102]
- قانون رقم 112 لسنة 1975 في شأن نظام التأمين الإجتماعي لفئات القوى العاملة التي لم تشملها قوانين المعاشات والتأمين الإجتماعي.[103]
- قانون رقم 108 لسنة 1976 في شأن التأمين الإجتماعي على أصحاب الأعمال ومن في حكمهم.[104]
  - التعديلات:
    - قانون رقم 61 لسنة 1981.[76]
    - قانون رقم 48 لسنة 1984.[105]
    - قرار رئيس الجمهورية رقم 449 لسنة 1988.[106]
    - قانون رقم 204 لسنة 1994.[85]
    - قانون رقم 19 لسنة 2001.[107]
    - قانون رقم 118 لسنة 2014.[93]
    - قانون رقم 120 لسنة 2014.[94]
    - قانون رقم 80 لسنة 2017.[108]
- قانون رقم 50 لسنة 1978 في شأن التأمين الإجتماعي على العاملين المصريين في الخارج.[109]
  - التعديلات:
    - قانون رقم 61 لسنة 1981.[76]
    - قانون رقم 33 لسنة 1984.[110]
    - قانون رقم 204 لسنة 1994.[85]
    - قانون رقم 19 لسنة 2001.[107]
    - قانون رقم 118 لسنة 2014.[93]
    - قانون رقم 80 لسنة 2017.[108]
- قانون رقم 64 لسنة 1980 في شأن أنظمة التأمين الإجتماعي الخاص البديلة.[111]
- قانون رقم 112 لسنة 1980 في شأن نظام التأمين الإجتماعي الشامل.[112]
  - ألغي بموجبه:
    - القانون رقم 112 لسنة 1975.

  - التعديلات:
    - قانون رقم 61 لسنة 1981.[76]
    - قانون رقم 16 لسنة 1991.[113]
    - قانون رقم 32 لسنة 1992.[114]
    - قانون رقم 176 لسنة 1993.[115]
    - قانون رقم 206 لسنة 1994.[116]
    - قانون رقم 26 لسنة 1995.[117]
    - قانون رقم 88 لسنة 1996.[118]
    - قانون رقم 85 لسنة 1997.[119]
    - قانون رقم 22 لسنة 1999.[120]

  - اللائحة التنفيذية:
    - قرار وزاري رقم 250 لسنة 1980.[121]
    - قرار وزاري رقم 55 لسنة 2015.[122]
- قرار رئيس الجمهورية رقم 62 لسنة 1986 في شأن القواعد التي تتبع في حالات الإنتقال بين أنظمة التأمين الإجتماعي.[123]

- قانون رقم 135 لسنة 2010 في شأن التأمينات الاجتماعية والمعاشات.[124]
  - التعديلات:
    - قانون رقم 2 لسنة 2012.[125]
    - قانون رقم 79 لسنة 2013 في شأن إلغاء القانون رقم 135 لسنة 2010.[92]

- قانون رقم 148 لسنة 2019 في شأن التأمينات الإجتماعية والمعاشات.[126]
  - التعديلات:
    - قانون رقم 18 لسنة 2023.[127]
    - قانون رقم 8 لسنة 2024.[128]

  - اللائحة التنفيذية:
    - قرار رئيس مجلس الوزراء رقم 2437 لسنة 2021.[129]
    - قرار رئيس مجلس الوزراء رقم 487 لسنة 2022.[130]

### استبدال المعاشات
- قانون رقم 38 لسنة 1929 في شأن استبدال المعاشات.[131]
  - التعديلات:
    - قانون رقم 32 لسنة 1933.[132]
    - قانون رقم 36 لسنة 1957.[133]
    - قانون رقم 44 لسنة 1966.[34]
    - قرار رئيس الجمهورية لسنة 1957.[134]
    - قانون رقم 57 لسنة 1976.[135]
- قرار رئيس الجمهورية رقم 2139 لسنة 1960 في شأن لائحة استبدال المعاشات.[136]
- قرار رئيس الجمهورية رقم 1663 لسنة 1963 في شأن شروط وأوضاع استبدال المعاشات.[137]

### زيادة المعاشات
- قانون رقم 46 لسنة 1974.[138]
- قانون رقم 7 لسنة 1977.[139]
- قانون رقم 44 لسنة 1978.[140]
- قانون رقم 62 لسنة 1980.[141]
- قانون رقم 137 لسنة 1980.[142]
- قانون رقم 61 لسنة 1981.[76]
- قانون رقم 116 لسنة 1982.[143]
- قانون رقم 150 لسنة 1988.[144]
- قانون رقم 14 لسنة 1991.[145]
- قانون رقم 204 لسنة 1994.[85]
- قانون رقم 24 لسنة 1995.[146]
- قانون رقم 26 لسنة 1995.[117]
- قانون رقم 83 لسنة 1997.[147]
- قانون رقم 20 لسنة 1999.[148]
  - التعديلات:
    - قانون رقم 89 لسنة 2000.[149]
- قانون رقم 150 لسنة 2002.[150]
- قانون رقم 88 لسنة 2004.[151]
- قانون رقم 156 لسنة 2005.[152]
- قرار رئيس الجمهورية رقم 176 لسنة 2005.[153]
  - التعديلات:
    - قرار رئيس الجمهورية رقم 80 لسنة 2013.[154]
    - قرار رئيس الجمهورية رقم 122 لسنة 2013.[155]
- قرار رئيس الجمهورية رقم 160 لسنة 2006.[156]
  - التعديلات:
    - قرار رئيس الجمهورية رقم 433 لسنة 2013.[157]
- قرار رئيس الجمهورية رقم 147 لسنة 2009.[158]
- قرار رئيس الجمهورية رقم 127 لسنة 2010.[159]
- قانون رقم 81 لسنة 2012.[160]
- قرار رئيس المجلس الأعلى للقوات المسلحة رقم 110 لسنة 2012.[161]
- قرار رئيس الجمهورية رقم 704 لسنة 2013.[162]
- قانون رقم 80 لسنة 2017.[108]
- قانون رقم 99 لسنة 2018.[163]
- قانون رقم 9 لسنة 2024.[164]

### إصابات العمل وأمراض المهنة
- قانون رقم 64 لسنة 1936 في شأن إصابات العمل.[165]
- قانون رقم 89 لسنة 1950 في شأن إصابات العمل.[166]
- قانون رقم 117 لسنة 1950 في شأن التعويض عن أمراض المهنة.[167]
- قانون رقم 202 لسنة 1958 في شأن التأمين والتعويض عن إصابات العمل.[168]

### التأمين الصحي
- قرار رئيس الجمهورية رقم 571 لسنة 1961 في شأن المؤسسة الصحية العمالية.[169]
- قانون رقم 75 لسنة 1964 في شأن التأمين الصحي للعاملين في الحكومة وهيئات الإدارة المحلية والهيئات العامة والمؤسسات العامة.[170]
  - التعديلات:
    - قرار رئيس الجمهورية رقم 3298 لسنة 1964.[49]
    - قرار رئيس الجمهورية رقم 1585 لسنة 1967.[51]
- قانون رقم 94 لسنة 1964 في شأن تبعية المؤسسة الصحية العمالية ومستشفياتها ووحدات الإسعاف العلاجية وفروعها وعيادتها وصيدلياتها للهيئة العامة للتأمينات الاجتماعية.[171]

- قرار رئيس الجمهورية رقم 1209 لسنة 1964 في شأن إنشاء الهيئة العامة للتأمين الصحي.[172]
- قرار رئيس الجمهورية رقم 2323 لسنة 1967 في شأن الترخيص للهيئة العامة للتأمين الصحي بأداء خدمات طبية وصيدلية مقابل أجر.[173]
- قانون رقم 32 لسنة 1975 في شأن نظام العلاج التأمينى للعاملين في الحكومة ووحدات الإدارة المحلية والهيئات والمؤسسات العامة.[174]

- قانون رقم 99 لسنة 1992 في شأن نظام التأمين الصحي على الطلاب.[175]
  - التعديلات:
    - قانون رقم 3 لسنة 2017.[96]

- قانون رقم 23 لسنة 2012 في شأن نظام التأمين الصحي على المرأة المعيلة.[176]
  - اللائحة التنفيذية:
    - قرار وزاري رقم 911 لسنة 2012.[177]
- قانون رقم 86 لسنة 2012 في شأن نظام التأمين الصحي على الأطفال دون السن المدرسي.[178]
  - التعديلات:
    - قانون رقم 3 لسنة 2017.[96]

  - اللائحة التنفيذية:
    - قرار وزاري رقم 60 لسنة 2013.[179]

- قرار وزاري رقم 556 لسنة 2015 في شأن إصدار اللائحة التنظيمية لبرنامج الرعاية الصحية لغير القادرين من أصحاب معاش الضمان الاجتماعي.[180]
- قانون رقم 127 لسنة 2014 في شأن تنظيم التأمين الصحي على الفلاحين وعمال الزراعة.[181]
  - اللائحة التنفيذية:
    - قرار رئيس مجلس الوزراء رقم 981 لسنة 2015.[182]
- قانون رقم 2 لسنة 2018 في شأن نظام التأمين الصحي الشامل.[183]
  - اللائحة التنفيذية:
    - قرار رئيس مجلس الوزراء رقم 909 لسنة 2018.[184]

### الصناديق
- لائحة صندوق المعاشات للمستخدمين الداخلين في هيئة العمال ببلدية الإسكندرية الصادرة سنة 1930.
- قانون رقم 316 لسنة 1952 في شأن إنشاء صندوق للتأمين وآخر للإدخار والمعاشات لموظفي الدولة المدنيين.[185]
  - التعديلات:
    - قانون رقم 632 لسنة 1953.[186]
    - قانون رقم 691 لسنة 1954.[187]
- قانون رقم 269 لسنة 1953 في شأن إنشاء صندوق للتأمين والإدخار والمعاشات لموظفي وزارة الأوقاف.[188]
- قانون رقم 381 لسنة 1955 في شأن إنشاء صندوق للتأمين وآخر للإدخار والمعاشات لموظفي المجالس البلدية ومجالس المديريات.[189]
- قانون رقم 394 لسنة 1956 في شان إنشاء صندوق للتأمين والمعاشات لموظفي الدولة المدنيين وآخر لموظفي الهيئات ذات الميزانيات المستقلة.[190][191]
  - التعديلات:
    - قانون رقم 160 لسنة 1957.[192]
- قانون رقم 11 لسنة 2004 في شأن إنشاء صندوق نظام تأمين الأسرة.[193]
  - التعديلات:
    - قانون رقم 113 لسنة 2015.[194]

### الضمان الاجتماعي
- قانون رقم 116 لسنة 1950 في شأن الضمان الإجتماعي.[195]
  - التعديلات:
    - قانون رقم 172 لسنة 1952.[196]
    - قانون رقم 36 لسنة 1954.[197]
- قانون رقم 133 لسنة 1964 في شأن الضمان الإجتماعي.[198]
  - ألغي بموجبه:
    - القانون رقم 116 لسنة 1950.

  - التعديلات:
    - قانون رقم 107 لسنة 1975.[199]

- قانون رقم 30 لسنة 1977 في شأن الضمان الاجتماعي.[200]
  - ألغي بموجبه:
    - القانون رقم 133 لسنة 1964.

  - التعديلات:
    - قانون رقم 38 لسنة 1978.[201]
    - قانون رقم 16 لسنة 1991.[113]
    - قانون رقم 32 لسنة 1992.[114]
    - قانون رقم 177 لسنة 1993.[202]
    - قانون رقم 206 لسنة 1994.[116]
    - قانون رقم 26 لسنة 1995.[117]
    - قانون رقم 88 لسنة 1996.[118]
    - قانون رقم 85 لسنة 1997.[119]
    - قانون رقم 22 لسنة 1999.[120]
    - قانون رقم 87 لسنة 2000.[203]

- قانون رقم 137 لسنة 2010 في شأن الضمان الاجتماعي.[204]
  - ألغي بموجبه:
    - القانون رقم 30 لسنة 1977.

  - التعديلات:
    - قانون رقم 15 لسنة 2015.[205]

  - اللائحة التنفيذية:
    - قرار وزاري رقم 451 لسنة 2010.[206]
    - قرار وزاري رقم 178 لسنة 2012.[207]
    - قرار وزاري رقم 100 لسنة 2013.[208]
    - قرار وزاري رقم 187 لسنة 2013.[209]
    - قرار وزاري رقم 267 لسنة 2014.[210]
    - قرار وزاري رقم 186 لسنة 2015.[211]
- قرار رئيس مجلس الوزراء رقم 540 لسنة 2015 في شأن برنامج تكافل وكرامة.[212]
- قانون رقم 12 لسنة 2025 في شأن الضمان الإجتماعي.[213]
  - حل بموجبه:
    - صندوق تكافل وكرامة محل الصندوق المركزي للضمان الإجتماعي.

  - ألغي بموجبه:
    - القانون رقم 137 لسنة 2010.
    - المادة 49 من قانون الطفل رقم 12 لسنة 1996.

### الادخار
- قانون رقم 42 لسنة 1965 في شأن إنشاء نظام ادخار.[214]
- قانون رقم 21 لسنة 1967 في شأن إنشاء نظام ادخار للعاملين.[215]
  - ألغي بموجبه:
    - القانون رقم 42 لسنة 1965.

  - التعديلات:
    - قانون رقم 122 لسنة 1973.[216]

### بنك ناصر الاجتماعي
- قانون رقم 66 لسنة 1971 في شأن إنشاء هيئة عامة باسم بنك ناصر الاجتماعي.[217]
  - التعديلات:
    - قانون رقم 60 لسنة 1975.[218]
    - قانون رقم 115 لسنة 1975.[219]
    - قانون رقم 21 لسنة 1978.[220]
    - قانون رقم 56 لسنة 1979.[221]
    - قانون رقم 92 لسنة 2000.[222]

  - اللائحة التنفيذية:
    - قرار وزاري رقم 146 لسنة 2011.[223]

- قرار رئيس الجمهورية رقم 2937 رقم لسنة 1971 في شأن ضم الإدارة العامة لبيت المال في الهيئة العامة لبنك ناصر الاجتماعي.[224]
- قرار رئيس الجمهورية رقم 3036 رقم لسنة 1971 في شأن تشكيل مجلس إدارة الهيئة العامة لبنك ناصر الاجتماعي.[225]
- قرار رئيس الجمهورية رقم 137 رقم لسنة 1974 في شأن تحديد النسبة التي تخصص لبنك ناصر الاجتماعي من صافي أرباح الوحدات الاقتصادية التابعة للمؤسسات العامة[226]
- قانون رقم 11 لسنة 2004 في شأن إنشاء صندوق نظام تأمين الأسرة التابع لبنك ناصر الاجتماعي.[193]
  - التعديلات:
    - قانون رقم 113 لسنة 2015.[194]

### تنظيم إدارة الهيئة القومية للتأمين الاجتماعي
- قانون رقم 95 لسنة 1961 في شأن إعتبار مؤسسة التأمينات الإجتماعية مؤسسة عامة.[227]
- قرار رئيس الجمهورية رقم 694 لسنة 1961 في شأن تعديل اسم مصلحة التأمين والمعاشات إلى الهيئة العامة للتأمين والمعاشات.[228]
- قرار رئيس الجمهورية رقم 272 لسنة 1962 في شأن الإذن لوزير الخزانة في استثمار أموال الهيئة العامة للتأمين والمعاشات.[229]
- قرار رئيس الجمهورية رقم 2633 لسنة 1971 في شأن إنشاء المجلس الأعلى للتأمينات والتكافل الإجتماعي.[230]
- قرار رئيس الجمهورية رقم 3104 لسنة 1971 في شأن إنشاء الهيئة المصرية العامة للتأمين والعلاج الطبي.[231]
  - التعديلات:
    - قرار رئيس الجمهورية رقم 1927 لسنة 1974 في شأن إلغاء قرار رئيس الجمهورية رقم 3104 لسنة 1971.[232]

- قرار رئيس مجلس الوزراء رقم 2226 لسنة 1994 في شأن تشكيل مجلس إدارة الهيئة القومية للتامين الإجتماعي.[233]
- قرار رئيس مجلس الوزراء رقم 892 لسنة 2011 في شأن ضم بعض السادة إلى عضوية مجلس إدارة الهيئة القومية للتأمين الإجتماعي.[234]
- قرار رئيس مجلس الوزراء رقم 1181 لسنة 2012 في شأن تشكيل مجلس إدارة الهيئة القومية للتامين الإجتماعي.[235]
- قرار رئيس الجمهورية رقم 392 لسنة 2020 في شأن تشكيل مجلس إدارة الهيئة القومية للتأمين الاجتماعي.[236]

### تنظيم الوزارة
- قانون رقم 237 لسنة 1954 في شأن تنظيم وزارة الشئون الاجتماعية.[237]
  - التعديلات:
    - قانون رقم 438 لسنة 1955.[238]
    - قانون رقم 168 لسنة 1957.[239]
    - قانون رقم 84 لسنة 1958.[240]
- قرار رئيس الجمهورية رقم 895 لسنة 1959 في شأن مسئوليات وتشكيل وزارة الشئون الاجتماعية والعمل المركزية.[241]
- قرار رئيس الجمهورية رقم 377 لسنة 1962 في شأن اختصاصات وزارة الشئون الاجتماعية وتنظيمها وترتيب مصالحها.[242]
- قرار رئيس الجمهورية رقم 3719 لسنة 1965 في شأن تنظيم وزارة الأوقاف والشئون الاجتماعية.[243]
- قرار رئيس الجمهورية رقم 889 لسنة 1973 في شأن تنظيم وزارة التأمينات.[244]
- قرار رئيس الجمهورية رقم 486 لسنة 1977 في شأن تحديد الجهة الإدارية المختصة والوزير المختص بالنسبة إلى الجمعيات التعاونية للخدمات الاجتماعية.[245]
- قرار رئيس الجمهورية رقم 558 لسنة 1977 في شأن إعادة تنظيم وزارة التأمينات.[246]
- قرار رئيس الجمهورية رقم 151 لسنة 1980 في شأن إعادة تنظيم وزارة الشئون الاجتماعية.[247]
- قرار رئيس الجمهورية رقم 421 لسنة 2005 في شأن تنظيم وزارة التضامن الإجتماعي.[248]
- قرار رئيس المجلس الأعلى للقوات المسلحة رقم 39 لسنة 2011 تبعية بعض الجهات لوزير التضامن والعدالة الاجتماعية.[249]

## عن الوزارة
تعددت أسماء الوزارة على مدار تغير الحكومات وضمت إليها وزارة التموين أحيانا وانفصلت عنها أحيانا أخرى في وزارة مستقلة تحت اسم وزارة التموين والتجارة الداخلية
- وزارة عصام شرف : التضامن والعدالة الاجتماعية - ضمت وزارة التموين
- وزارة أحمد شفيق : التضامن والعدالة الاجتماعية - ضمت وزارة التموين

## أهداف الوزارة
- إنشاء شبكة أمان اجتماعي للمواطن المصري
- خفض عدد الأسر الفقيرة
- زيادة نسبة إشباع متطلبات الأسر/ المواطنين
- مراعاة محدودي ومعدومي الدخل ورفع مستوى معيشتهم وتحسين مستوى الخدمات التي تقدم لهم
- رعاية جميع فئات المجتمع المصري ومراعاة البعد الاجتماعي عند وضع البرامج والأنشطة المختلفة لخدمة المواطن والاهتمام به
- تشجيع القطاع الأهلي ومشاركته في تحقيق أهدافه وتعمل ومنحه المرونة اللازمة للقيام بدوره

## الهيئات التابعة
- قطاع الشئون الاجتماعية.
- الهيئة القومية للتأمين الاجتماعي.
- المركز القومي للبحوث الاجتماعية والجنائية.
- بنك ناصر الاجتماعي.
- الاتحاد العام للجمعيات والمؤسسات الأهلية.
- الإتحاد التعاوني الإنتاجي.
- مركز خدمة المنظمات غير الحكومية.
- المؤسسة القومية لتنمية الأسرة والمجتمع.
- المؤسسة القومية لتيسير الحج والعمرة.
- المؤسسة العامة للتكافل الاجتماعي.
- مؤسسة الأحداث.
- المجلس القومي لشئون الإعاقة.
- المركز القومي لرعاية المكفوفين.
- المركز القومي للرعاية المتكاملة لذوى الاحتياجات الخاصة.
- مؤسسة التثقيف الفكري.
- صندوق دعم الصناعات الريفية والبيئية والانعاش الريفي.
- صندوق دعم الجمعيات.
- صندوق مكافحة وعلاج الإدمان والتعاطي.

## الوزراء
- عائشة راتب.
- آمال عثمان.
- مرفت التلاوي.
- أمينة الجندي.
- علي المصيلحي.
- جودة عبد الخالق.
- نجوى خليل.
- أحمد البرعي.
- غادة والي.
- نيفين القباج.
- مايا مرسي.